# Miranda Frydman
Miranda Magda Froma Frydman, född 10 januari 1995, är en svensk skådespelerska och läkare. Hon har en av huvudrollerna, Vanessa Dahl, i långfilmen Cirkeln (2015) som är baserad på en av böckerna ur Engelsforstrilogin, skriven av Sara Bergmark Elfgren och Mats Strandberg.